# Велике Вежно
Велике Вежно (пол. Wielkie Wierzno, нім. Groß Rautenberg) — село в Польщі, у гміні Фромборк Браневського повіту Вармінсько-Мазурського воєводства.
Населення — 198 осіб (2011).
У 1975-1998 роках село належало до Ельблонзького воєводства.

## Демографія
Демографічна структура станом на 31 березня 2011 року:
|          | Загалом | Допрацездатний вік | Працездатний вік | Постпрацездатний вік |
| -------- | ------- | ------------------ | ---------------- | -------------------- |
| Чоловіки | 100     | 24                 | 66               | 10                   |
| Жінки    | 98      | 26                 | 54               | 18                   |
| Разом    | 198     | 50                 | 120              | 28                   |